# トリメチレントリニトロアミン
トリメチレントリニトロアミンは爆薬の一種。非常に強力な軍用炸薬として多用され、プラスチック爆弾の主要成分にもなっている。シクロトリメチレントリニトロアミン、RDX (Research Department Explosive)、ヘキソーゲン (hexogen) などとも呼ばれる。
ワックスでコーティングしたものをコンポジションA、TNTと共融させたものをコンポジションB、可塑剤と混ぜたものをコンポジションCと呼ぶ。

## 化学的性質
白い粉末状の環状ニトラミンであり、水には溶けないがアセトンには可溶。類似した化合物にはHMX（シクロテトラメチレンテトラニトラミン）、EDNA（エチレンジニトラミン）などがある。

## 毒性
人間を含む哺乳類に対して脱力感、めまい、頭痛、吐き気、痙攣、意識喪失などの症状を引き起こす。長期または反復暴露による中枢神経系の障害によりてんかんのような症状を起こす。
甘い味がすることから殺鼠剤として使用されたこともある。
ベトナム戦争中のアメリカ軍ではプラスチック爆薬を食べた87人が中毒を起こして入院し、5人が死亡している。日本でも自衛隊で上官が部下達に志願者を募ってなめさせた事例で、その部下たちに中毒症状が起きた。
水には溶けないため動物には吸収されにくいが、加熱して気化したエアロゾルを吸い込むと急性中毒を起こす場合がある。
そのため、燃料の代わりに使用する場合は排気を吸い込まないように注意する必要がある。
| 豚     | 吸引 | 25 mg/kg  |
| マウス | 吸引 | 19 mg/kg  |
| マウス | 経口 | 59 mg/kg  |
| ラット | 経口 | 100 mg/kg |
| 人間   | 経口 | 100 mg/kg |

### 参照
- “国際化学物質安全性カード(WHO/IPCS/ILO) RDXの項”. 2012年12月11日時点のオリジナルよりアーカイブ。2008年9月2日閲覧。

## RS-RDX
RS-RDX (Reduced Sensitivity RDX) と呼ばれている非常に感度の低い性質を持つRDX爆薬が知られている。
日本語では鈍感化RDXなどと呼ばれている。
これは結晶構造の違いによる物で衝撃感度試験値で通常のRDXが2.1なのに対してRS-RDXは5以上の値を持つ物が生産されている。
近年では低感度爆薬が求められていることから、研究が進められている。

## 製造法

### 硝酸法
古くから行われている方法である。
純度99.5 %以上のヘキサメチレンテトラミンを大量の硝酸でニトロリシス化して、水で希釈して結晶を析出させ、濾過分離する。
濾過分離した廃液中には未反応の硝酸やホルムアルデヒドなどの劇物が大量に含まれており、急激な自然分解を起す危険があるため、結晶の分離後は速やかに加熱分解して処理する必要がある。
反応式：
{\displaystyle {\ce {(CH2)6N4\ + 4HNO3 -> (CH2)3(NNO2)3\ + 3HCHO\ + NH4NO3}}}

### 無水酢酸法
硝酸法に対して材料に対する製品の収量が二倍近くも多く、使用する硝酸の量も少なくて済む。収率も75-85 %と大変効率が高い。しかし、廃酸から無水酢酸を回収する大型設備が必要で操作が複雑で難しいことなどから、大規模設備での大量生産でなければ採算が取れない。現在では大量生産のために、こちらの方式での製造が一般化している。
ヘキサメチレンテトラミンを硝酸アンモニウムと無水酢酸でニトロ化して製造する。
{\displaystyle {\ce {(CH2)6N4\ + 4HNO3\ + 2NH4NO3\ + 6(CH3CO)2O -> (CH2)3(NNO2)3\ + 12CH3COOH}}}

## 抽出・精製と圧搾
硝酸法と無水酢酸法のいずれでも反応後は真空濾過器による濾過分解と濾過水洗浄を繰り返して結晶を抽出する。抽出された結晶は精製工程に送られ、中和水洗槽で酸分の中和を行い結晶を水と一緒に煮洗器で90–100 °Cで常圧煮洗して、真空濾過器で結晶を分離する。
濾過分離された結晶の仮比重はほぼ水と同じ1しかなく、このままでは爆薬としての威力が低いため、精製した結晶は仮比重を高めるために圧搾処理を行う。200 kgf/cm2 で圧搾すれば最大1.73まで高めることができる。